# Bram Welten
Bram Welten (Tilburg, 29 de marzo de 1997) es un ciclista neerlandés, miembro del equipo Team Picnic PostNL.

## Palmarés
2016
- Youngster Coast Challenge
- 1 etapa del Triptyque des Monts et Châteaux

2017
- 1 etapa del Tour de Bretaña
- Gran Premio Criquielion

2021
- Tour de Vendée

## Resultados en Grandes Vueltas
| Carrera | Carrera         | 2018 | 2019 | 2020 | 2021 | 2022 | 2023 | 2024  | 2025 |
| ------- | --------------- | ---- | ---- | ---- | ---- | ---- | ---- | ----- | ---- |
|         | Giro de Italia  | —    | —    | —    | —    | —    | —    | Ab.   | Ab.  |
|         | Tour de Francia | —    | —    | —    | —    | —    | —    | F. c. | —    |
|         | Vuelta a España | —    | —    | —    | —    | —    | —    | —     | —    |

―: no participa
Ab.: abandono
F. c.: fuera de control